# Wout van Steenveldt
Wout van Steenveldt (Malden, 11 maart 1980) is een Nederlands voormalig voetballer. Van Steenveldt speelde in de jeugd voor SV Juliana '31 en Vitesse en als prof voor Willem II en RKC Waalwijk. Aansluitend speelde de middenvelder nog voor De Treffers. In 1995 speelde hij tweemaal in het Nederlands voetbalelftal onder 16.